# The Word (magazine américain)
Pour les articles homonymes, voir Word.
The Word est un ancien magazine mensuel anarchiste individualiste américain de quatre pages diffusé entre 1872 et 1893. Il fut l'un des premiers à publier des textes de Bakounine aux États-Unis. Le journal est influent et dispose d'abonnés dans chaque État de l'Union, en Europe et même en Afrique du sud. Il doit notamment sa notoriété à son engagement radical en faveur de l'amour libre.

## Histoire

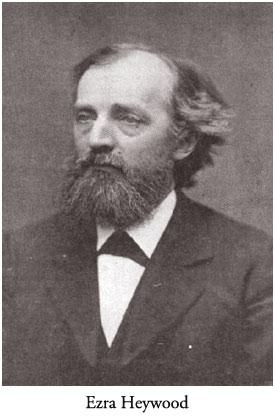
Ezra Heywood.

Il fut publié par Ezra Heywood et Angela Heywood, de 1872 à 1890 et de 1892 à 1893, d'abord à Princeton puis à Cambridge dans le Massachusetts.
Le journal était sous-titré A Montly journal of Reform et il contenait des contributions de Josiah Warren, Benjamin Tucker et J.K. Ingalls.
The Word fut un des premiers journaux américains à publier les écrits de Bakounine Avec Woodhull & Claflin’s Weekly à New York, il devint l’organe officieux de l’aile libertaire de la Première Internationale aux États-Unis, défendant les principes du socialisme décentralisé et critiquant le Conseil Général de Londres pour son orientation autoritaire. « Il n’est pas plaisant de voir le Dr. Marx et d’autres dirigeants de cette grande fraternité en plein essor pencher autant vers des méthodes autoritaires », déclarait The Word en mai 1872. « Soyons gouvernés par les lois de la nature en attendant de pouvoir faire mieux. Si l’Internationale triomphait, cela serait vrai aussi de son idée phare — l’association volontaire au service de notre humanité commune. »
À ses débuts, The Word abordait l'amour libre comme un thème secondaire au sein d'une réforme du travail. Mais la publication devint ensuite un périodique explicitement consacré à l'amour libre.
À un moment Benjamin Tucker en fut un contributeur important avant d'être déçu par le nouveau thème central du journal, lui qui aurait préféré se consacrer en priorité à l'économie.